# محمد الدغيشم
محمد الدغيشم (3 اكتوبر 1971 -)، مذيع ومؤلف كتب وكاتب أغاني عاطفيه كويتي، بدأ مشواره الاعلامي كمذيع ومعد برامج إذاعية منذ عام 1995 وحتي الآن.

## عن حياته
ولد الاعلامي محمد ناصر صالح إبراهيم الدغيشم في مدينة الكويت وتحديدآ في منطقة الفيحاء في الثالث من أكتوبر من عام 1971 ، وبدأ حياته الدراسية في روضة فهد بورسلي ثم إنتقل الي مرحلته الابتدائية في مدرسة ابن رشد مرورا بالمرحلة المتوسطه ومن ثم الانتقال في ثانوية مشعان الخضير الي أن بلغ جامعة الكويت حيث تخصص وتخرج بشهادة بكالوريوس علوم اجتماعيه.

## الحياة العملية
عمل أثناء دراسته الجامعية في وزارة الصحه قسم العلاقات العامه والاستقبال إلى تخرجه من الجامعة وحصوله على البكالوريوس، ثم عمل كاخصائي اجتماعي في ثانويه العدواني تدريب ميداني، كما عمل كاخصائي إجتماعي في مستشفى الطب النفسي قسم الإدمان في وزارة الصحه ، ثم انتقل الي إدارة الخدمة الاجتماعية في وزارة الصحه كمسؤول قسم الخدمة الاجتماعيه، ثم دخل عالم البنوك وعمل مسؤول خدمة العملاء في أحد البنوك الكويتية، وهو حاصل على ما يقارب 40 شهاده خبرات مصرفيه، وشهاده من معهد الدراسات المصرفيه، وخلال أعماله السابقه كان وقتها منذ عام 1995 يعمل في وزارة الاعلام كمذيع ومعد لبرامجه وقدم الكثير منها، كما عمل كصحفي في إحدى المجلات الفنيه.

## اسلوبه الاذاعي
تنوع بتقديم البرامج الحواريه فقد كان يقابل نجوم الصف الأول من الفنانين والمطربين والمسابقات والاهداءات والعديد من المناسبات الوطنية ببرامجها الخاصة من خلال نقل احتفالات هلا فبراير إذاعيا منذ الموسم الأول لاخر المواسم، وهو أول مذيع إذاعي يقدم ويعد برنامح مسابقاتي انستغرامي في حساب وزارة الاعلام الرسمي في الانستغرام رمضان 2021 ، كما أنه أول مذيع كويتي يعمل في اذاعه خاصة في قطر في أول برنامج هوا وأول برنامج مسابقات. وقدم برنامج لقاءات مع فنانين في نفس الاذاعه، كما إنفرد في طريقة تقديم مختلفة عن من سبقوه ومن أبناء جيله في الطريقة التلقائية في التقديم وكان أول مذيع يخاطب المتلقي بتلقائية وأول مذيع يضع الافيهات واللزمات في برامجه وكان أول من يضع تتر بدايه غنائي لبرامجه برنامج (عالالو) غناء فرقة ميامي وبرنامج نص اليوم غناء المجموعه والفنان حمود ناصر والفنان عبد الله العماني وغيرهم، حتى أصبحت طريقته في التقديم مدرسه خاصه به.

## السيرة الإذاعية
- مذيع ومعد برامج إذاعية منذ العام 1995.[2]
- مذيع ومعد برامج بتصنيف نجم بوزارة الاعلام الكويتية .
- مذيع في كويت أف إم وOFM محطة الشباب والبرنامج العام في إذاعة دولة الكويت.
- مذيع في إذاعات خاصه في الكويت وقطر.
- مذيع مارينا أف أم - الكويت.
- مذيع في برنامج مزاجي اف ام - قطر.

## دوراته وعضوياته
- مدرب إعلامي معتمد دولياً.
- مدرب دولي معتمد - جامعة تورنتو - كندا.
- مدرب معتمد من ISTD .
- مدرب معتمد من الأكاديمية الدولية.
- عمل الكثير من الدورات التدريبيه للمذيعين والمعديين.
- حاصل على شهادة بكالوريوس في الآداب.
- حاصل على الجائزة الذهبية من مهرجان الخليج للإذاعة والتلفزيون .
- حاصل على الجائزة التقديرية من مهرجان القاهرة السينمائي الدولي للإذاعة والتلفزيون.
- حاصل على الجائزة الذهبية للبرامج المنوعة.
- عضو البورد العربي للتدريب.
- عضو رابطة الاجتماعيين .
- عضو جمعية الصحافيين الكويتية.
- عضو لجنة إختيار المذيعين في وزارة الاعلام.

## الجوائز
- حصل علي جائزة احسن مذيع ومعد وبرنامج (ثلاث مرات) في حفل المتميزون في رمضان.
- حصل علي الجائزة الذهبيه من مهرجان الخليج.
- حصل علي شهاده تقدير وجائزه ذهبيه من مهرجان القاهرة للاذاعه والتلفزيون.
- حصل علي جائزة برنامج على (الالو) فئة برامج المسابقات الاذاعية.
- حصل على المراكز الأولى باستفتاءات أفضل مذيع اذاعه.

## بعض أعماله الإذاعيه
- برنامج كاشونه 1.
- برنامج كاشونه 2.
- برنامج افكت.
- برنامج أبديت.
- برنامج يا تفوز يا تلوز.
- برنامج نص اليوم.
- برنامج بيست فريند
- برنامج تناتيش.
- برنامج المرش.
- برنامج مراحب.
- برنامج ربشه.
- برنامج نغم الصباح.
- برنامج ساعة كاسيت (سبع مواسم).[3]

## مؤلفاته
كتب مجموعه من الاغاني العاطفيه، كما إنتهى من كتابه الأول والذي تم نشره بعنوان (لمن يفهم فقط) ، وبدأ في كتابه الكتاب الثاني حاليا.

## مشاكله الصحية
يعاني الاعلامي محمد الدغيشم من مشاكل صحيه ومنهم مرض الربو وإرتفاع ضغط الدم وداء السكري.